# شمس‌آباد (بیضا)
شمس‌آباد، روستایی در دهستان بیضا بخش مرکزی شهرستان بیضا در استان فارس ایران است.

## جمعیت
بر پایه سرشماری عمومی نفوس و مسکن در سال ۱۳۹۵، جمعیت این روستا برابر با ۱۴۸ نفر (۴۱ خانوار) بوده است.